# Regionalliga 2021-22
La Regionalliga 2021-22 fue la decimocuarta temporada de la Regionalliga, la décima bajo el nuevo formato, y perteneció al cuarto nivel del fútbol alemán.

## Formato
Se decidió un nuevo formato de promoción en 2019. A partir de esa temporada, la Regionalliga Südwest y West recibieron un lugar de promoción fijo. Un tercer puesto de promoción rota entre las otras tres divisiones, y los dos campeones restantes participaron en play-offs para un cuarto puesto en el ascenso. La DFB determinó que la Regionalliga Bayern reciba el tercer lugar de promoción directa esta temporada.
Debido a la expansión de todas las ligas durante la pandemia de covid-19, las reglas de descenso fueron anunciadas durante la temporada y bajo las consideraciones de cada ente regulador en cada una de las cinco ligas regionales.

## Regionalliga Nord
Fueron 21 los equipos de los estados de Bremen, Hamburgo, Baja Sajonia y Schleswig-Holstein que compitieron en la décima temporada de la Regionalliga Nord reformada. El VfB Lübeck descendió de la 3. Liga 2020-21. Originalmente, SV Meppen también fue relegado de la 3. Liga, pero se salvó después de que KFC Uerdingen no recibió una licencia. No se ascendió a ningún equipo de la Oberliga Niedersachsen 2020-21, Oberliga Hamburg 2020-21, Bremen-Liga 2020-21 o Schleswig-Holstein-Liga 2020-21 desde que se cancelaron las temporadas.
Debido a la expansión de la liga durante la pandemia covid-19, la liga se dividió en un inicio en dos grupos regionales, con los diez mejores equipos clasificados para una ronda de campeonato y los otros once equipos clasificando para una ronda de descenso. En un grupo hubo 11 equipos y en el otro 10, al grupo de campeonato avanzaron los cinco primeros equipos de cada grupo (22 y 18 fechas), los otros seis y cinco equipos restantes de cada grupo avanzaron al grupo de descenso.
Después del descenso del VfB Lübeck (Grupo Norte) de la 3. Liga, el Lüneburger SK Hansa se trasladó al Grupo Sur y reemplazó al equipo sub-23 del VfL Wolfsburgo. Debido al ascenso del TSV Havelse (Grupo Sur), el Grupo Norte consta de 11 y el Grupo Sur de 10 equipos. Mientras que el Grupo Norte consistió en los seis clubes de Schleswig-Holstein, cuatro clubes de Hamburgo y SV Drochtersen/Assel como el club más septentrional de Baja Sajonia, los ocho restantes de Baja Sajonia y los dos clubes de Bremen jugaron en el Grupo Sur.

### Grupo Norte
| Pos. | Equipo                | Pts. | PJ | G  | E | P  | GF | GC | Dif. | Clasificación    |
| ---- | --------------------- | ---- | -- | -- | - | -- | -- | -- | ---- | ---------------- |
| 1    | Holstein Kiel II      | 41   | 20 | 12 | 5 | 3  | 39 | 19 | +20  | Grupo campeonato |
| 2    | Weiche Flensburgo     | 38   | 20 | 11 | 5 | 4  | 39 | 24 | +15  | Grupo campeonato |
| 3    | Teutonia Ottensen     | 36   | 20 | 10 | 6 | 4  | 39 | 24 | +15  | Grupo campeonato |
| 4    | Hamburgo II           | 34   | 20 | 10 | 4 | 6  | 36 | 27 | +9   | Grupo campeonato |
| 5    | Lübeck                | 33   | 20 | 10 | 3 | 7  | 40 | 23 | +17  | Grupo campeonato |
| 6    | Drochtersen/Assel     | 33   | 20 | 8  | 9 | 3  | 23 | 18 | +5   | Grupo descenso   |
| 7    | San Pauli II          | 24   | 20 | 6  | 6 | 8  | 23 | 29 | −6   | Grupo descenso   |
| 8    | Eintracht Norderstedt | 23   | 20 | 5  | 8 | 7  | 33 | 31 | +2   | Grupo descenso   |
| 9    | Phönix Lübeck         | 21   | 20 | 5  | 6 | 9  | 27 | 40 | −13  | Grupo descenso   |
| 10   | Heider                | 9    | 20 | 2  | 3 | 15 | 17 | 46 | −29  | Grupo descenso   |
| 11   | Altona 93             | 9    | 20 | 2  | 3 | 15 | 17 | 52 | −35  | Grupo descenso   |

 Fuente: Soccerway.com
Criterios de clasificación: 1) Puntos; 2) Diferencia de goles; 3) Goles marcados

#### Resultados
| Local \ Visitante     | LUB | WEI | DRO | NOR | KIE | PAU | HAM | ALT | HEI | PHO | TEU |
| --------------------- | --- | --- | --- | --- | --- | --- | --- | --- | --- | --- | --- |
| Lübeck                | —   | 0–2 | 2–2 | 2–1 | 2–0 | 3–0 | 2–2 | 7–0 | 5–1 | 2–2 | 0–1 |
| Weiche Flensburgo     | 2–1 | —   | 0–0 | 2–1 | 0–0 | 3–3 | 0–1 | 4–2 | 3–1 | 2–2 | 0–3 |
| Drochtersen/Assel     | 3–0 | 1–1 | —   | 2–0 | 0–3 | 0–4 | 0–0 | 2–1 | 2–1 | 1–0 | 1–1 |
| Eintracht Norderstedt | 1–2 | 1–2 | 0–0 | —   | 3–4 | 2–2 | 1–1 | 1–1 | 2–0 | 4–0 | 1–1 |
| Holstein Kiel II      | 1–0 | 2–3 | 1–1 | 4–4 | —   | 0–0 | 3–1 | 1–0 | 3–0 | 1–0 | 3–0 |
| San Pauli II          | 1–0 | 2–1 | 1–0 | 0–1 | 0–2 | —   | 0–1 | 1–0 | 1–1 | 3–1 | 1–3 |
| Hamburgo II           | 3–0 | 0–2 | 2–4 | 2–3 | 0–3 | 2–2 | —   | 3–0 | 2–1 | 2–1 | 5–1 |
| Altona 93             | 0–3 | 1–3 | 0–0 | 0–4 | 0–3 | 2–2 | 0–2 | —   | 3–2 | 2–4 | 1–2 |
| Heider                | 0–2 | 1–2 | 0–1 | 2–2 | 2–1 | 1–0 | 0–3 | 1–2 | —   | 2–3 | 1–1 |
| Phönix Lübeck         | 1–4 | 1–7 | 0–0 | 1–1 | 2–3 | 2–0 | 2–3 | 2–1 | 1–0 | —   | 0–0 |
| Teutonia Ottensen     | 0–3 | 1–0 | 1–3 | 3–0 | 1–1 | 4–0 | 2–1 | 5–1 | 7–0 | 2–2 | —   |

### Grupo Sur
| Pos. | Equipo              | Pts. | PJ | G  | E | P  | GF | GC | Dif. | Clasificación    |
| ---- | ------------------- | ---- | -- | -- | - | -- | -- | -- | ---- | ---------------- |
| 1    | Oldemburgo          | 43   | 18 | 13 | 4 | 1  | 45 | 12 | +33  | Grupo campeonato |
| 2    | Werder Bremen II    | 42   | 18 | 13 | 3 | 2  | 46 | 12 | +34  | Grupo campeonato |
| 3    | Hildesheim          | 29   | 18 | 9  | 2 | 7  | 32 | 34 | −2   | Grupo campeonato |
| 4    | Atlas Delmenhorst   | 25   | 18 | 6  | 7 | 5  | 22 | 22 | 0    | Grupo campeonato |
| 5    | Hannover 96 II      | 24   | 18 | 7  | 3 | 8  | 27 | 22 | +5   | Grupo campeonato |
| 6    | Jeddeloh            | 24   | 18 | 6  | 6 | 6  | 25 | 28 | −3   | Grupo descenso   |
| 7    | Schwarz-Weiß Rehden | 18   | 18 | 4  | 6 | 8  | 29 | 35 | −6   | Grupo descenso   |
| 8    | LSK Hansa           | 16   | 18 | 3  | 7 | 8  | 15 | 28 | −13  | Grupo descenso   |
| 9    | Hannoverscher       | 15   | 18 | 4  | 3 | 11 | 18 | 42 | −24  | Grupo descenso   |
| 10   | Oberneuland         | 12   | 18 | 3  | 3 | 12 | 11 | 35 | −24  | Grupo descenso   |

 Fuente: Soccerway.com
Criterios de clasificación: 1) Puntos; 2) Diferencia de goles; 3) Goles marcados

#### Resultados
| Local \ Visitante   | LUN | WER | REH | OLD | OBE | HAN | JED | HNV | HIL | ATL |
| ------------------- | --- | --- | --- | --- | --- | --- | --- | --- | --- | --- |
| LSK Hansa           | —   | 0–5 | 2–2 | 1–1 | 0–0 | 0–1 | 1–1 | 1–0 | 1–2 | 2–2 |
| Werder Bremen II    | 2–1 | —   | 3–0 | 0–0 | 3–0 | 1–0 | 4–2 | 2–0 | 8–1 | 6–0 |
| Schwarz-Weiß Rehden | 2–0 | 1–1 | —   | 1–4 | 2–3 | 2–2 | 2–3 | 1–1 | 3–0 | 1–2 |
| Oldemburgo          | 4–0 | 3–0 | 4–1 | —   | 3–1 | 3–1 | 3–1 | 7–1 | 1–2 | 1–1 |
| Oberneuland         | 2–1 | 1–3 | 1–3 | 0–3 | —   | 1–0 | 0–1 | 1–1 | 0–3 | 0–0 |
| Hannover 96 II      | 0–1 | 0–1 | 2–4 | 0–1 | 2–1 | —   | 2–0 | 2–1 | 2–1 | 1–1 |
| Jeddeloh            | 2–0 | 1–1 | 2–2 | 0–0 | 2–0 | 0–5 | —   | 1–1 | 3–1 | 0–0 |
| Hannoverscher       | 0–2 | 0–4 | 2–1 | 1–3 | 1–0 | 1–5 | 1–5 | —   | 2–3 | 3–1 |
| Hildesheim          | 1–1 | 1–2 | 2–0 | 0–2 | 3–0 | 2–2 | 4–1 | 3–1 | —   | 2–1 |
| Atlas Delmenhorst   | 1–1 | 1–0 | 1–1 | 1–2 | 4–0 | 1–0 | 1–0 | 0–1 | 4–1 | —   |

### Grupo campeonato
En esta ronda los equipos que compartieron zona conservaron los puntos y goles obtenidos en los partidos entre sí en la primera fase, en consecuencia no se enfrentaron de nuevo. El fixture se configuró con los equipos provenientes del Grupo Norte que jugaron contra los equipos del Grupo Sur en partidos de ida y vuelta.
| Pos. | Equipo            | Pts. | PJ | G  | E | P  | GF | GC | Dif. | Clasificación                      |
| ---- | ----------------- | ---- | -- | -- | - | -- | -- | -- | ---- | ---------------------------------- |
| 1    | Oldemburgo (C)    | 39   | 18 | 11 | 6 | 1  | 32 | 13 | +19  | Accede a los play-offs de ascenso. |
| 2    | Weiche Flensburgo | 35   | 18 | 11 | 2 | 5  | 28 | 21 | +7   |                                    |
| 3    | Werder Bremen II  | 29   | 18 | 9  | 2 | 7  | 33 | 18 | +15  |                                    |
| 4    | Holstein Kiel II  | 28   | 18 | 8  | 4 | 6  | 24 | 16 | +8   |                                    |
| 5    | Lübeck            | 26   | 18 | 7  | 5 | 6  | 23 | 17 | +6   |                                    |
| 6    | Hamburgo II       | 24   | 18 | 7  | 3 | 8  | 28 | 30 | −2   |                                    |
| 7    | Teutonia Ottensen | 24   | 18 | 6  | 6 | 6  | 31 | 37 | −6   |                                    |
| 8    | Atlas Delmenhorst | 18   | 18 | 4  | 6 | 8  | 18 | 28 | −10  |                                    |
| 9    | Hannover 96 II    | 16   | 18 | 4  | 4 | 10 | 26 | 32 | −6   |                                    |
| 10   | Hildesheim        | 10   | 18 | 2  | 4 | 12 | 18 | 49 | −31  |                                    |

 Fuente: Soccerway.com
Criterios de clasificación: 1) Puntos; 2) Diferencia de goles; 3) Goles marcados

#### Resultados
| Local \ Visitante | KIE | WEI | TEU | HAM | LUB | WER | OLD | HIL | ATL | HAN |
| ----------------- | --- | --- | --- | --- | --- | --- | --- | --- | --- | --- |
| Holstein Kiel II  | —   | —   | —   | —   | —   | 0–1 | 1–2 | 4–0 | 1–0 | 0–2 |
| Weiche Flensburgo | —   | —   | —   | —   | —   | 2–0 | 0–0 | 4–2 | 2–0 | 2–1 |
| Teutonia Ottensen | —   | —   | —   | —   | —   | 3–3 | 2–2 | 1–0 | 6–1 | 4–4 |
| Hamburgo II       | —   | —   | —   | —   | —   | 2–1 | 1–2 | 1–0 | 1–0 | 2–3 |
| Lübeck            | —   | —   | —   | —   | —   | 1–0 | 1–2 | 5–0 | 0–0 | 3–1 |
| Werder Bremen II  | 2–0 | 3–0 | 3–0 | 1–2 | 0–1 | —   | —   | —   | —   | —   |
| Oldemburgo        | 1–1 | 4–0 | 3–0 | 3–2 | 0–0 | —   | —   | —   | —   | —   |
| Hildesheim        | 0–2 | 0–4 | 3–3 | 2–2 | 1–1 | —   | —   | —   | —   | —   |
| Atlas Delmenhorst | 0–0 | 1–2 | 1–1 | 4–1 | 1–1 | —   | —   | —   | —   | —   |
| Hannover 96 II    | 1–2 | 2–3 | 4–2 | 1–1 | 1–2 | —   | —   | —   | —   | —   |

### Grupo descenso
En esta ronda los equipos que compartieron zona conservaron los puntos y goles obtenidos en los partidos entre sí en la primera fase, en consecuencia no se enfrentaron de nuevo. El fixture se configuró con los equipos provenientes del Grupo Sur que jugaron contra los equipos del Grupo Norte en partidos de ida y vuelta.
| Pos. | Equipo                | Pts. | PJ | G  | E | P  | GF | GC | Dif. | Descenso      |
| ---- | --------------------- | ---- | -- | -- | - | -- | -- | -- | ---- | ------------- |
| 1    | Phönix Lübeck         | 45   | 20 | 14 | 3 | 3  | 40 | 19 | +21  |               |
| 2    | Eintracht Norderstedt | 39   | 20 | 10 | 9 | 1  | 37 | 12 | +25  |               |
| 3    | Jeddeloh              | 38   | 20 | 10 | 8 | 2  | 34 | 17 | +17  |               |
| 4    | Drochtersen/Assel     | 34   | 20 | 9  | 7 | 4  | 28 | 16 | +12  |               |
| 5    | Schwarz-Weiß Rehden   | 29   | 20 | 8  | 5 | 7  | 39 | 30 | +9   |               |
| 6    | San Pauli II          | 26   | 20 | 7  | 5 | 8  | 29 | 26 | +3   |               |
| 7    | LSK Hansa (D)         | 22   | 20 | 5  | 7 | 8  | 15 | 27 | −12  | Oberliga Nord |
| 8    | Hannoverscher (D)     | 19   | 20 | 4  | 7 | 9  | 24 | 39 | −15  | Oberliga Nord |
| 9    | Altona 93 (D)         | 17   | 20 | 3  | 8 | 9  | 22 | 35 | −13  | Oberliga Nord |
| 10   | Oberneuland (D)       | 16   | 20 | 4  | 4 | 12 | 21 | 44 | −23  | Oberliga Nord |
| 11   | Heider (D)            | 12   | 20 | 3  | 3 | 14 | 23 | 47 | −24  | Oberliga Nord |

 Fuente: Soccerway.com
Criterios de clasificación: 1) Puntos; 2) Diferencia de goles; 3) Goles marcados
Notas:
1. ↑  Oberneuland no aplicó para la licencia de Regionalliga de la siguiente temporada.[4]

#### Resultados
| Local \ Visitante     | ALT | HEI | PAU | PHO | NOR | DRO | HNV | OBE | LUN | REH | JED |
| --------------------- | --- | --- | --- | --- | --- | --- | --- | --- | --- | --- | --- |
| Altona 93             | —   | —   | —   | —   | —   | —   | 1–1 | 3–2 | 1–1 | 1–2 | 1–2 |
| Heider                | —   | —   | —   | —   | —   | —   | 4–4 | 4–1 | 1–2 | 0–3 | 1–5 |
| San Pauli II          | —   | —   | —   | —   | —   | —   | 4–1 | 1–2 | 4–0 | 1–2 | 0–0 |
| Phönix Lübeck         | —   | —   | —   | —   | —   | —   | 3–2 | 4–0 | 2–0 | 2–0 | 3–0 |
| Eintracht Norderstedt | —   | —   | —   | —   | —   | —   | 0–0 | 2–1 | 1–0 | 2–0 | 0–0 |
| Drochtersen/Assel     | —   | —   | —   | —   | —   | —   | 3–0 | 4–2 | 0–1 | 1–1 | 0–1 |
| Hannoverscher         | 0–0 | 5–0 | 2–1 | 1–2 | 0–4 | 1–5 | —   | —   | —   | —   | —   |
| Oberneuland           | 2–2 | 3–1 | 1–1 | 0–1 | 0–6 | 0–4 | —   | —   | —   | —   | —   |
| LSK Hansa             | 1–1 | 2–0 | 0–3 | 0–4 | 0–0 | 1–1 | —   | —   | —   | —   | —   |
| Schwarz-Weiß Rehden   | 3–0 | 4–0 | 5–0 | 1–4 | 2–4 | 1–1 | —   | —   | —   | —   | —   |
| Jeddeloh              | 2–0 | 1–2 | 3–0 | 1–1 | 1–1 | 1–1 | —   | —   | —   | —   | —   |

## Regionalliga Nordost
Fueron 20 equipos de los estados de Berlín, Brandeburgo, Mecklemburgo-Pomerania Occidental, Sajonia, Sajonia-Anhalt y Turingia que compitieron en la décima temporada de la Regionalliga Nordost reformada. Tasmania Berlín ascendió desde la NOFV-Oberliga Nord 2020-21 y el FC Eilenburg fue ascendido desde la NOFV-Oberliga Süd 2020-21.

### Clasificación
| Pos. | Equipo                 | Pts. | PJ | G  | E  | P  | GF | GC  | Dif. | Clasificación o descenso           |
| ---- | ---------------------- | ---- | -- | -- | -- | -- | -- | --- | ---- | ---------------------------------- |
| 1    | Dinamo de Berlín (C)   | 82   | 38 | 25 | 7  | 6  | 84 | 32  | +52  | Accede a los play-offs de ascenso. |
| 2    | Carl Zeiss Jena        | 76   | 38 | 23 | 7  | 8  | 71 | 35  | +36  |                                    |
| 3    | Energie Cottbus        | 74   | 38 | 21 | 11 | 6  | 85 | 35  | +50  |                                    |
| 4    | Altglienicke           | 72   | 38 | 21 | 9  | 8  | 79 | 46  | +33  |                                    |
| 5    | Chemnitzer             | 72   | 38 | 20 | 12 | 6  | 67 | 37  | +30  |                                    |
| 6    | Lokomotive Leipzig     | 71   | 38 | 21 | 8  | 9  | 71 | 42  | +29  |                                    |
| 7    | Berlín AK 07           | 69   | 38 | 21 | 6  | 11 | 65 | 48  | +17  |                                    |
| 8    | Hertha Berlín II       | 60   | 38 | 17 | 9  | 12 | 69 | 49  | +20  |                                    |
| 9    | Chemie Leipzig         | 56   | 38 | 16 | 8  | 14 | 47 | 48  | −1   |                                    |
| 10   | Tennis Borussia Berlín | 53   | 38 | 14 | 11 | 13 | 59 | 50  | +9   |                                    |
| 11   | Babelsberg             | 53   | 38 | 14 | 11 | 13 | 45 | 41  | +4   |                                    |
| 12   | Luckenwalde            | 50   | 38 | 14 | 8  | 16 | 58 | 50  | +8   |                                    |
| 13   | Lichtenberg            | 44   | 38 | 12 | 8  | 18 | 49 | 64  | −15  |                                    |
| 14   | Meuselwitz             | 41   | 38 | 11 | 8  | 19 | 42 | 54  | −12  |                                    |
| 15   | Germania Halberstadt   | 41   | 38 | 11 | 8  | 19 | 48 | 68  | −20  |                                    |
| 16   | Eilenburg (D)          | 33   | 38 | 8  | 9  | 21 | 41 | 79  | −38  | Descenso a la Oberliga             |
| 17   | Unión Fürstenwalde (D) | 33   | 38 | 8  | 9  | 21 | 49 | 89  | −40  | Descenso a la Oberliga             |
| 18   | Optik Rathenow (D)     | 30   | 38 | 5  | 15 | 18 | 48 | 81  | −33  | Descenso a la Oberliga             |
| 19   | Auerbach (D)           | 23   | 38 | 5  | 8  | 25 | 45 | 95  | −50  | Descenso a la Oberliga             |
| 20   | Tasmania Berlín (D)    | 17   | 38 | 3  | 8  | 27 | 28 | 107 | −79  | Descenso a la Oberliga             |

 Fuente: Soccerway.com
Criterios de clasificación: 1) Puntos; 2) Diferencia de goles; 3) Goles marcados

### Resultados
| Local \ Visitante      | COT | CHE | CZJ | DYN | BAK | HER | FUR | ALT | AUE | BAB | LIC | EIL | CHL | LEI | HAL | MEU | TAS | RAT | TBB | LUC |
| ---------------------- | --- | --- | --- | --- | --- | --- | --- | --- | --- | --- | --- | --- | --- | --- | --- | --- | --- | --- | --- | --- |
| Energie Cottbus        | —   | 0–1 | 0–1 | 1–1 | 1–0 | 2–2 | 6–1 | 0–3 | 5–0 | 2–0 | 4–1 | 9–0 | 4–1 | 1–1 | 3–1 | 3–0 | 5–0 | 1–0 | 2–2 | 1–1 |
| Chemnitzer             | 1–1 | —   | 1–1 | 1–3 | 0–0 | 2–0 | 1–0 | 0–2 | 5–1 | 0–0 | 0–0 | 2–0 | 1–0 | 2–3 | 5–2 | 1–1 | 5–0 | 1–1 | 3–1 | 4–1 |
| Carl Zeiss Jena        | 0–1 | 1–1 | —   | 2–0 | 2–0 | 0–1 | 4–1 | 1–2 | 2–1 | 1–0 | 3–0 | 3–1 | 3–2 | 2–3 | 2–1 | 2–0 | 5–0 | 6–2 | 2–1 | 2–0 |
| Dinamo de Berlín       | 2–1 | 1–1 | 1–2 | —   | 1–2 | 1–0 | 5–2 | 2–0 | 5–0 | 1–0 | 2–1 | 6–0 | 2–0 | 1–2 | 2–0 | 3–0 | 6–0 | 1–1 | 1–0 | 2–0 |
| Berlín AK 07           | 0–3 | 1–2 | 1–0 | 1–3 | —   | 2–2 | 2–1 | 0–2 | 0–0 | 2–2 | 2–1 | 1–0 | 3–0 | 0–1 | 4–2 | 0–1 | 3–0 | 7–5 | 2–0 | 0–2 |
| Hertha Berlín II       | 1–1 | 1–0 | 2–2 | 2–3 | 1–1 | —   | 5–0 | 1–1 | 3–0 | 0–3 | 3–1 | 5–1 | 0–1 | 0–1 | 3–0 | 1–0 | 5–3 | 2–0 | 0–1 | 4–0 |
| Unión Fürstenwalde     | 2–2 | 1–3 | 1–0 | 1–1 | 1–4 | 3–2 | —   | 1–3 | 4–2 | 1–4 | 2–0 | 1–1 | 0–0 | 0–4 | 1–2 | 2–1 | 2–1 | 0–0 | 1–1 | 0–3 |
| Altglienicke           | 3–0 | 4–1 | 1–1 | 2–4 | 4–1 | 1–3 | 3–3 | —   | 3–1 | 1–1 | 4–2 | 6–0 | 2–3 | 0–3 | 3–0 | 1–0 | 5–1 | 1–1 | 0–3 | 2–1 |
| Auerbach               | 0–2 | 1–4 | 1–4 | 2–2 | 1–3 | 3–2 | 3–1 | 2–2 | —   | 2–3 | 0–1 | 2–1 | 1–3 | 0–1 | 2–5 | 0–1 | 9–1 | 3–3 | 0–4 | 1–0 |
| Babelsberg             | 0–2 | 2–1 | 0–2 | 2–1 | 1–2 | 3–0 | 1–2 | 2–2 | 1–1 | —   | 1–0 | 1–0 | 0–2 | 1–1 | 2–1 | 0–2 | 2–0 | 1–1 | 4–2 | 2–1 |
| Lichtenberg            | 0–4 | 1–3 | 0–2 | 1–0 | 1–5 | 0–0 | 3–2 | 3–0 | 1–1 | 0–1 | —   | 3–2 | 2–1 | 3–0 | 0–0 | 1–1 | 1–1 | 2–0 | 0–0 | 0–3 |
| Eilenburg              | 1–1 | 1–2 | 1–3 | 0–2 | 0–1 | 2–3 | 3–2 | 1–0 | 0–0 | 1–0 | 4–4 | —   | 1–1 | 1–1 | 3–1 | 0–2 | 3–0 | 4–0 | 0–2 | 2–1 |
| Chemie Leipzig         | 1–2 | 1–1 | 3–2 | 1–1 | 0–2 | 2–1 | 2–1 | 0–1 | 1–1 | 3–1 | 0–1 | 2–1 | —   | 2–1 | 0–2 | 0–0 | 2–0 | 1–1 | 2–1 | 1–2 |
| Lokomotive Leipzig     | 1–3 | 1–2 | 0–0 | 1–4 | 1–2 | 0–2 | 6–2 | 1–3 | 1–0 | 1–0 | 1–3 | 1–1 | 1–0 | —   | 4–0 | 2–0 | 5–0 | 1–1 | 4–0 | 3–1 |
| Germania Halberstadt   | 0–0 | 0–2 | 0–0 | 0–2 | 1–1 | 4–0 | 2–1 | 0–3 | 7–1 | 1–1 | 2–1 | 2–1 | 0–2 | 2–3 | —   | 0–3 | 3–0 | 2–0 | 0–2 | 0–5 |
| Meuselwitz             | 1–4 | 1–1 | 1–3 | 2–3 | 1–3 | 0–2 | 0–0 | 0–1 | 1–0 | 1–1 | 1–0 | 1–1 | 1–2 | 0–4 | 0–1 | —   | 1–0 | 4–1 | 3–1 | 0–2 |
| Tasmania Berlín        | 2–1 | 0–2 | 0–1 | 0–3 | 1–3 | 1–1 | 3–3 | 1–1 | 3–1 | 2–0 | 0–4 | 1–2 | 0–1 | 1–1 | 0–0 | 0–6 | —   | 3–3 | 3–4 | 0–4 |
| Optik Rathenow         | 0–2 | 1–2 | 1–3 | 0–4 | 3–1 | 2–2 | 2–0 | 2–4 | 4–2 | 0–3 | 2–4 | 1–1 | 0–0 | 0–3 | 2–2 | 2–1 | 2–0 | —   | 1–3 | 0–1 |
| Tennis Borussia Berlín | 2–2 | 1–2 | 4–1 | 0–1 | 1–2 | 0–4 | 3–1 | 1–1 | 3–0 | 0–0 | 3–2 | 5–0 | 0–1 | 0–0 | 2–0 | 3–3 | 0–0 | 2–2 | —   | 0–0 |
| Luckenwalde            | 2–3 | 1–1 | 0–0 | 1–1 | 0–1 | 2–3 | 1–2 | 0–3 | 3–0 | 0–0 | 4–1 | 1–0 | 5–3 | 2–3 | 2–2 | 3–1 | 2–0 | 1–1 | 0–1 | —   |

## Regionalliga West
Fueron 20 equipos de Renania del Norte-Westfalia que compitieron en la décima temporada de la reformada Regionalliga West. KFC Uerdingen descendió de la 3. Liga 2020-21. Ningún equipo ascendió de la Mittelrheinliga 2020-21, Oberliga Niederrhein 2020-21 o Oberliga Westfalen 2020-21 debido a que se cancelaron las temporadas.

### Clasificación
| Pos. | Equipo                      | Pts. | PJ | G  | E  | P  | GF | GC | Dif. | Ascenso o descenso     |
| ---- | --------------------------- | ---- | -- | -- | -- | -- | -- | -- | ---- | ---------------------- |
| 1    | Rot-Weiss Essen (C)         | 87   | 38 | 26 | 9  | 3  | 84 | 32 | +52  | Ascenso a la 3. Liga   |
| 2    | Preußen Münster             | 87   | 38 | 26 | 9  | 3  | 73 | 24 | +49  |                        |
| 3    | Wuppertaler                 | 78   | 38 | 23 | 9  | 6  | 68 | 28 | +40  |                        |
| 4    | Rot-Weiß Oberhausen         | 75   | 38 | 22 | 9  | 7  | 68 | 35 | +33  |                        |
| 5    | Fortuna Colonia             | 74   | 38 | 20 | 14 | 4  | 62 | 31 | +31  |                        |
| 6    | Rödinghausen                | 64   | 38 | 19 | 7  | 12 | 45 | 35 | +10  |                        |
| 7    | Colonia II                  | 62   | 38 | 17 | 11 | 10 | 70 | 49 | +21  |                        |
| 8    | Wiedenbrück                 | 55   | 38 | 14 | 13 | 11 | 48 | 37 | +11  |                        |
| 9    | Schalke 04 II               | 47   | 38 | 13 | 8  | 17 | 58 | 65 | −7   |                        |
| 10   | Rot Weiss Ahlen             | 47   | 38 | 11 | 14 | 13 | 50 | 67 | −17  |                        |
| 11   | Fortuna Düsseldorf II       | 46   | 38 | 12 | 10 | 16 | 59 | 62 | −3   |                        |
| 12   | Alemannia Aquisgrán         | 44   | 38 | 11 | 11 | 16 | 43 | 51 | −8   |                        |
| 13   | Borussia Mönchengladbach II | 43   | 38 | 12 | 7  | 19 | 42 | 51 | −9   |                        |
| 14   | Lippstadt                   | 43   | 38 | 12 | 7  | 19 | 54 | 64 | −10  |                        |
| 15   | Straelen                    | 43   | 38 | 12 | 7  | 19 | 42 | 64 | −22  |                        |
| 16   | Bonner (D)                  | 39   | 38 | 10 | 9  | 19 | 44 | 63 | −19  | Descenso a la Oberliga |
| 17   | Wegberg-Beeck (D)           | 31   | 38 | 7  | 10 | 21 | 29 | 61 | −32  | Descenso a la Oberliga |
| 18   | Sportfreunde Lotte (D)      | 30   | 38 | 9  | 3  | 26 | 36 | 63 | −27  | Descenso a la Oberliga |
| 19   | Uerdingen 05 (D)            | 27   | 38 | 6  | 9  | 23 | 39 | 96 | −57  | Descenso a la Oberliga |
| 20   | Homberg (D)                 | 26   | 38 | 6  | 8  | 24 | 30 | 64 | −34  | Descenso a la Oberliga |

 Fuente: Soccerway.com
Criterios de clasificación: 1) Puntos; 2) Diferencia de goles; 3) Goles marcados

### Resultados
| Local \ Visitante           | AAA | RWA | MON | ESS  | OBE | ROD | WUP | PRE | WEG | KFC | BON | DUS | HOM | SCH | COL | LOT | SCF | LIP | STR | WIE |
| --------------------------- | --- | --- | --- | ---- | --- | --- | --- | --- | --- | --- | --- | --- | --- | --- | --- | --- | --- | --- | --- | --- |
| Alemannia Aquisgrán         | —   | 1–4 | 0–1 | 1–1  | 1–3 | 0–1 | 1–2 | 0–2 | 3–2 | 3–2 | 0–0 | 3–1 | 2–0 | 1–1 | 1–1 | 1–0 | 0–1 | 3–0 | 5–3 | 0–1 |
| Rot Weiss Ahlen             | 0–2 | —   | 3–1 | 2–0  | 0–0 | 2–1 | 0–0 | 1–1 | 1–1 | 1–0 | 1–1 | 1–1 | 3–3 | 3–2 | 2–6 | 1–1 | 0–1 | 1–1 | 2–0 | 1–0 |
| Borussia Mönchengladbach II | 3–2 | 4–1 | —   | 1–2  | 0–3 | 1–2 | 0–1 | 1–2 | 0–1 | 0–0 | 2–1 | 0–3 | 2–0 | 1–4 | 3–1 | 3–0 | 0–4 | 4–2 | 2–1 | 0–1 |
| Rot-Weiss Essen             | 2–1 | 2–0 | 1–1 | —    | 1–1 | 1–0 | 2–1 | 0–2 | 3–1 | 3–0 | 6–1 | 4–1 | 3–0 | 1–0 | 2–0 | 3–1 | 2–1 | 4–0 | 1–4 | 0–0 |
| Rot-Weiß Oberhausen         | 2–1 | 4–0 | 3–2 | 1–1  | —   | 2–1 | 1–1 | 0–3 | 0–0 | 6–0 | 3–1 | 2–1 | 3–1 | 4–0 | 1–0 | 1–0 | 0–2 | 0–1 | 0–0 | 1–2 |
| Rödinghausen                | 1–1 | 0–1 | 0–0 | 0–3  | 0–1 | —   | 1–1 | 1–0 | 1–1 | 0–1 | 1–0 | 4–1 | 0–1 | 1–0 | 2–1 | 3–0 | 1–4 | 2–1 | 3–0 | 1–0 |
| Wuppertaler                 | 5–0 | 4–2 | 1–0 | 0–1  | 1–1 | 2–0 | —   | 1–1 | 4–1 | 2–0 | 0–3 | 0–2 | 3–1 | 3–0 | 2–0 | 2–1 | 1–1 | 3–0 | 2–1 | 0–0 |
| Preußen Münster             | 2–1 | 2–0 | 1–1 | 2–3  | 3–1 | 0–0 | 0–0 | —   | 1–0 | 3–0 | 3–0 | 2–0 | 2–0 | 3–0 | 2–1 | 2–0 | 1–0 | 3–1 | 4–0 | 1–0 |
| Wegberg-Beeck               | 0–2 | 0–1 | 1–0 | 1–1  | 1–3 | 1–1 | 0–3 | 0–4 | —   | 1–1 | 1–3 | 1–2 | 2–1 | 1–4 | 0–1 | 1–0 | 0–2 | 2–3 | 2–3 | 1–0 |
| Uerdingen 05                | 0–0 | 1–1 | 1–4 | 0–11 | 2–5 | 1–2 | 0–2 | 0–1 | 2–0 | —   | 1–3 | 1–1 | 0–4 | 3–4 | 2–2 | 2–0 | 1–1 | 1–3 | 4–1 | 2–3 |
| Bonner                      | 1–1 | 2–2 | 1–1 | 0–3  | 1–5 | 0–1 | 1–2 | 1–2 | 2–0 | 1–1 | —   | 0–3 | 2–0 | 4–3 | 1–3 | 0–2 | 0–2 | 0–1 | 1–3 | 0–0 |
| Fortuna Düsseldorf II       | 3–0 | 1–1 | 0–0 | 3–3  | 2–2 | 3–1 | 1–2 | 0–1 | 1–3 | 1–0 | 1–2 | —   | 4–0 | 5–1 | 0–1 | 2–1 | 1–1 | 1–4 | 0–4 | 2–4 |
| Homberg                     | 0–0 | 1–2 | 0–2 | 0–1  | 0–1 | 0–1 | 0–2 | 2–2 | 1–1 | 1–1 | 0–3 | 0–2 | —   | 0–3 | 1–3 | 1–2 | 0–0 | 3–2 | 0–1 | 2–1 |
| Schalke 04 II               | 1–1 | 5–3 | 1–0 | 1–2  | 0–1 | 0–0 | 0–4 | 0–2 | 2–0 | 4–1 | 1–0 | 0–4 | 0–0 | —   | 1–2 | 4–1 | 1–1 | 2–1 | 1–1 | 5–1 |
| Colonia II                  | 1–3 | 6–1 | 2–0 | 1–1  | 1–0 | 2–3 | 0–3 | 1–1 | 4–1 | 8–2 | 3–2 | 1–1 | 2–1 | 2–1 | —   | 4–0 | 2–2 | 3–1 | 0–0 | 0–0 |
| Sportfreunde Lotte          | 1–0 | 4–1 | 2–0 | 0–3  | 1–2 | 0–1 | 2–1 | 2–3 | 1–2 | 0–1 | 0–2 | 3–1 | 2–0 | 2–0 | 1–1 | —   | 1–2 | 0–2 | 1–2 | 0–2 |
| Fortuna Colonia             | 0–0 | 1–1 | 2–1 | 3–3  | 1–1 | 1–0 | 1–0 | 3–2 | 2–0 | 4–0 | 1–2 | 0–0 | 1–1 | 2–2 | 1–1 | 2–1 | —   | 4–2 | 1–0 | 2–3 |
| Lippstadt                   | 2–0 | 2–0 | 0–1 | 1–2  | 1–2 | 0–2 | 2–2 | 3–3 | 0–0 | 3–4 | 1–1 | 5–2 | 0–1 | 0–1 | 1–1 | 2–1 | 0–2 | —   | 1–2 | 1–0 |
| Straelen                    | 0–1 | 3–2 | 1–0 | 0–1  | 1–2 | 1–4 | 1–4 | 0–4 | 0–0 | 2–0 | 0–0 | 1–1 | 0–4 | 2–1 | 1–2 | 2–1 | 0–2 | 0–2 | —   | 1–1 |
| Wiedenbrück                 | 1–1 | 2–2 | 0–0 | 0–1  | 1–0 | 1–2 | 0–1 | 0–0 | 1–1 | 5–1 | 3–1 | 3–1 | 3–0 | 2–2 | 2–0 | 1–1 | 0–1 | 2–2 | 2–0 | —   |

## Regionalliga Südwest
Fueron 19 equipos de Baden-Wurtemberg, Hesse, Renania-Palatinado y Sarre que compitieron en la décima temporada de la Regionalliga Südwest. Ningún equipo ascendió de la Oberliga Rheinland-Pfalz/Saar 2020-21, Oberliga Baden-Württemberg 2020-21 o Hessenliga 2020-21 debido a que se cancelaron las temporadas.

### Clasificación
| Pos. | Equipo                   | Pts. | PJ | G  | E  | P  | GF | GC | Dif. | Ascenso o descenso     |
| ---- | ------------------------ | ---- | -- | -- | -- | -- | -- | -- | ---- | ---------------------- |
| 1    | Elversberg (C)           | 80   | 36 | 24 | 8  | 4  | 79 | 29 | +50  | Ascenso a la 3. Liga   |
| 2    | Ulm                      | 77   | 36 | 23 | 8  | 5  | 60 | 30 | +30  |                        |
| 3    | Kickers Offenbach        | 76   | 36 | 24 | 4  | 8  | 67 | 26 | +41  |                        |
| 4    | Steinbach                | 70   | 36 | 20 | 10 | 6  | 62 | 35 | +27  |                        |
| 5    | Maguncia 05 II           | 69   | 36 | 22 | 3  | 11 | 63 | 42 | +21  |                        |
| 6    | Homburgo                 | 52   | 36 | 14 | 10 | 12 | 43 | 48 | −5   |                        |
| 7    | Hessen Kassel            | 51   | 36 | 13 | 12 | 11 | 46 | 37 | +9   |                        |
| 8    | Balingen                 | 46   | 36 | 13 | 7  | 16 | 46 | 64 | −18  |                        |
| 9    | Bahlinger                | 45   | 36 | 12 | 9  | 15 | 35 | 44 | −9   |                        |
| 10   | Astoria Walldorf         | 44   | 36 | 12 | 8  | 16 | 49 | 61 | −12  |                        |
| 11   | Stuttgart II             | 43   | 36 | 12 | 7  | 17 | 49 | 52 | −3   |                        |
| 12   | Aalen                    | 43   | 36 | 12 | 7  | 17 | 49 | 60 | −11  |                        |
| 13   | Hoffenheim II            | 41   | 36 | 10 | 11 | 15 | 45 | 50 | −5   |                        |
| 14   | Rot-Weiß Coblenza        | 39   | 36 | 9  | 12 | 15 | 36 | 44 | −8   |                        |
| 15   | FSV Fráncfort            | 39   | 36 | 9  | 12 | 15 | 40 | 53 | −13  |                        |
| 16   | Sonnenhof Großaspach (D) | 39   | 36 | 11 | 6  | 19 | 42 | 64 | −22  | Descenso a la Oberliga |
| 17   | Schott Maguncia (D)      | 33   | 36 | 9  | 6  | 21 | 36 | 58 | −22  | Descenso a la Oberliga |
| 18   | Pirmasens (D)            | 33   | 36 | 9  | 6  | 21 | 32 | 59 | −27  | Descenso a la Oberliga |
| 19   | Gießen (D)               | 29   | 36 | 7  | 8  | 21 | 28 | 51 | −23  | Descenso a la Oberliga |

 Fuente: Soccerway.com
Criterios de clasificación: 1) Puntos; 2) Diferencia de goles; 3) Goles marcados

### Resultados
| Local \ Visitante    | HOM | GRO | MAZ | OFF | ULM | BSC | PIR | STE | BAL | SCO | HOF | FRA | GIE | ELV | AEL | KAS | STU | RWK | AST |
| -------------------- | --- | --- | --- | --- | --- | --- | --- | --- | --- | --- | --- | --- | --- | --- | --- | --- | --- | --- | --- |
| Homburgo             | —   | 1–0 | 3–2 | 0–1 | 3–3 | 1–0 | 2–1 | 1–0 | 0–0 | 1–0 | 3–3 | 1–2 | 0–0 | 2–1 | 0–1 | 1–1 | 0–0 | 1–1 | 3–2 |
| Sonnenhof Großaspach | 3–3 | —   | 1–3 | 3–2 | 3–1 | 1–0 | 3–1 | 0–2 | 1–4 | 0–1 | 0–0 | 1–1 | 1–1 | 0–2 | 2–1 | 4–1 | 1–1 | 1–4 | 0–4 |
| Maguncia 05 II       | 1–2 | 2–0 | —   | 2–0 | 0–3 | 3–0 | 4–1 | 2–1 | 3–2 | 1–0 | 3–2 | 3–0 | 2–0 | 0–2 | 3–1 | 1–3 | 2–4 | 2–1 | 6–0 |
| Kickers Offenbach    | 1–0 | 1–0 | 2–0 | —   | 1–2 | 1–0 | 3–0 | 3–0 | 1–1 | 0–1 | 1–0 | 4–0 | 2–0 | 3–1 | 4–0 | 0–1 | 3–1 | 0–1 | 2–0 |
| Ulm                  | 1–2 | 2–0 | 0–2 | 1–0 | —   | 1–0 | 3–0 | 0–0 | 1–2 | 2–0 | 1–1 | 3–3 | 1–0 | 4–2 | 4–1 | 2–1 | 3–2 | 1–0 | 1–0 |
| Bahlinger            | 1–1 | 1–0 | 0–2 | 1–3 | 0–2 | —   | 4–0 | 1–1 | 2–1 | 1–0 | 1–0 | 1–0 | 2–0 | 0–1 | 2–2 | 2–3 | 0–0 | 1–0 | 0–4 |
| Pirmasens            | 0–1 | 0–4 | 1–1 | 0–2 | 0–1 | 0–0 | —   | 1–2 | 1–1 | 2–1 | 0–1 | 0–1 | 2–1 | 0–3 | 1–0 | 1–2 | 2–3 | 0–0 | 1–2 |
| Steinbach            | 0–0 | 3–0 | 1–0 | 3–0 | 0–3 | 3–1 | 2–0 | —   | 5–0 | 3–2 | 3–3 | 3–1 | 2–1 | 1–1 | 1–0 | 2–2 | 0–2 | 2–1 | 0–0 |
| Balingen             | 2–1 | 3–2 | 0–1 | 1–6 | 0–2 | 1–2 | 1–2 | 0–1 | —   | 4–0 | 0–0 | 0–2 | 1–1 | 1–2 | 3–2 | 1–0 | 1–3 | 1–1 | 3–2 |
| Schott Maguncia      | 0–3 | 1–2 | 0–0 | 0–2 | 0–1 | 3–0 | 0–1 | 3–3 | 0–0 | —   | 1–1 | 0–1 | 1–0 | 3–3 | 2–0 | 2–1 | 2–1 | 1–2 | 3–1 |
| Hoffenheim II        | 2–1 | 1–1 | 0–1 | 2–2 | 1–2 | 0–0 | 0–2 | 0–2 | 1–2 | 1–2 | —   | 3–1 | 1–2 | 1–2 | 0–2 | 2–0 | 2–0 | 1–1 | 1–0 |
| FSV Fráncfort        | 1–3 | 2–1 | 1–2 | 0–2 | 0–0 | 1–3 | 2–2 | 0–4 | 4–0 | 2–2 | 3–0 | —   | 2–2 | 1–1 | 0–0 | 1–0 | 1–2 | 0–1 | 0–0 |
| Gießen               | 0–2 | 3–1 | 0–1 | 0–3 | 0–2 | 0–0 | 0–1 | 1–3 | 3–1 | 3–0 | 1–2 | 1–3 | —   | 0–2 | 1–1 | 1–0 | 2–1 | 1–2 | 1–1 |
| Elversberg           | 2–0 | 6–0 | 5–0 | 1–2 | 1–0 | 3–3 | 1–0 | 3–0 | 6–0 | 2–0 | 2–1 | 4–2 | 1–1 | —   | 3–1 | 0–0 | 2–1 | 4–1 | 0–0 |
| Aalen                | 4–0 | 2–1 | 4–3 | 0–2 | 1–2 | 2–3 | 2–2 | 0–2 | 1–2 | 3–1 | 5–2 | 1–0 | 1–0 | 1–4 | —   | 0–0 | 1–2 | 0–0 | 1–4 |
| Hessen Kassel        | 3–0 | 4–0 | 2–1 | 0–0 | 0–0 | 1–1 | 0–3 | 1–1 | 4–0 | 2–0 | 0–0 | 0–0 | 3–0 | 0–2 | 1–2 | —   | 3–2 | 2–0 | 0–2 |
| Stuttgart II         | 2–0 | 0–1 | 0–2 | 2–4 | 0–1 | 0–1 | 2–1 | 0–0 | 1–2 | 4–2 | 1–3 | 1–1 | 1–0 | 0–0 | 1–2 | 1–3 | —   | 2–0 | 2–3 |
| Rot-Weiß Coblenza    | 4–0 | 0–1 | 0–0 | 1–1 | 1–1 | 1–0 | 1–2 | 1–2 | 0–1 | 2–1 | 0–2 | 0–0 | 2–0 | 0–2 | 2–2 | 2–2 | 0–3 | —   | 2–2 |
| Astoria Walldorf     | 3–1 | 0–3 | 0–2 | 1–2 | 3–3 | 2–1 | 3–1 | 0–4 | 0–4 | 3–1 | 2–5 | 2–1 | 0–1 | 0–2 | 0–2 | 0–0 | 1–1 | 2–1 | —   |

## Regionalliga Bayern
Fueron 20 equipos de Baviera los que compitieron en la novena temporada de la Regionalliga Bayern. Bayern Múnich II y SpVgg Unterhaching descendieron de la 3. Liga 2020-21. SC Eltersdorf ascendió de la Bayernliga Nord 2019-2021 y FC Pipinsried ascendió de la Bayernliga Süd 2019-2021.

### Clasificación
| Pos. | Equipo                 | Pts. | PJ | G  | E  | P  | GF  | GC  | Dif. | Clasificación, ascenso o descenso |
| ---- | ---------------------- | ---- | -- | -- | -- | -- | --- | --- | ---- | --------------------------------- |
| 1    | Bayreuth (C)           | 93   | 38 | 30 | 3  | 5  | 103 | 39  | +64  | Ascenso a la 3. Liga              |
| 2    | Bayern Múnich II       | 86   | 38 | 26 | 8  | 4  | 113 | 50  | +63  |                                   |
| 3    | Wacker Burghausen      | 64   | 38 | 19 | 7  | 12 | 84  | 54  | +30  |                                   |
| 4    | Unterhaching           | 64   | 38 | 18 | 10 | 10 | 73  | 59  | +14  |                                   |
| 5    | Schweinfurt 05         | 62   | 38 | 17 | 11 | 10 | 96  | 56  | +40  |                                   |
| 6    | Aubstadt               | 61   | 38 | 17 | 10 | 11 | 74  | 43  | +31  |                                   |
| 7    | Illertissen            | 59   | 38 | 17 | 8  | 13 | 57  | 45  | +12  |                                   |
| 8    | Viktoria Aschaffenburg | 51   | 38 | 14 | 9  | 15 | 54  | 53  | +1   |                                   |
| 9    | Augsburgo II           | 50   | 38 | 14 | 8  | 16 | 68  | 70  | −2   |                                   |
| 10   | Eichstätt              | 50   | 38 | 13 | 11 | 14 | 49  | 62  | −13  |                                   |
| 11   | Núremberg II           | 49   | 38 | 11 | 16 | 11 | 55  | 56  | −1   |                                   |
| 12   | Buchbach               | 48   | 38 | 12 | 12 | 14 | 50  | 46  | +4   |                                   |
| 13   | Pipinsried             | 48   | 38 | 14 | 6  | 18 | 52  | 72  | −20  |                                   |
| 14   | Heimstetten            | 47   | 38 | 14 | 5  | 19 | 56  | 68  | −12  |                                   |
| 15   | Rain am Lech           | 45   | 38 | 13 | 6  | 19 | 43  | 66  | −23  |                                   |
| 16   | Eltersdorf (D)         | 41   | 38 | 12 | 5  | 21 | 55  | 84  | −29  | Play-offs de descenso             |
| 17   | Greuther Fürth II      | 40   | 38 | 10 | 10 | 18 | 50  | 67  | −17  | Play-offs de descenso             |
| 18   | Memmingen (D)          | 38   | 38 | 9  | 11 | 18 | 44  | 72  | −28  | Descenso a la Bayernliga          |
| 19   | Schalding-Heining (D)  | 29   | 38 | 7  | 8  | 23 | 34  | 85  | −51  | Descenso a la Bayernliga          |
| 20   | 1860 Rosenheim (D)     | 27   | 38 | 5  | 12 | 21 | 39  | 102 | −63  | Descenso a la Bayernliga          |

 Fuente: Soccerway.com
Criterios de clasificación: 1) Puntos; 2) Diferencia de goles; 3) Goles marcados

### Resultados
| Local \ Visitante      | NUR | FCB | RAL | AUB | BUR | EIC | ASC | HEI | AUG | SHE | BUC | FUR | ILL | MEM | UNT | ROS | SCH | PIP | BAY | ELT |
| ---------------------- | --- | --- | --- | --- | --- | --- | --- | --- | --- | --- | --- | --- | --- | --- | --- | --- | --- | --- | --- | --- |
| Núremberg II           | —   | 3–3 | 0–1 | 1–1 | 2–2 | 1–1 | 3–1 | 0–0 | 0–3 | 2–0 | 1–0 | 1–0 | 3–1 | 1–1 | 5–1 | 1–1 | 2–1 | 2–2 | 0–3 | 1–3 |
| Bayern Múnich II       | 3–0 | —   | 3–1 | 3–3 | 0–4 | 6–3 | 2–2 | 1–0 | 3–2 | 5–1 | 1–0 | 2–1 | 2–0 | 1–1 | 5–1 | 8–1 | 1–0 | 6–1 | 1–1 | 5–1 |
| Rain am Lech           | 1–1 | 2–4 | —   | 1–0 | 0–4 | 1–1 | 0–2 | 4–2 | 2–4 | 2–1 | 0–0 | 2–2 | 1–2 | 0–2 | 2–1 | 5–0 | 3–0 | 4–3 | 0–4 | 0–2 |
| Aubstadt               | 0–1 | 0–1 | 4–0 | —   | 1–2 | 4–0 | 4–0 | 1–0 | 1–1 | 2–2 | 4–1 | 0–0 | 1–1 | 3–1 | 0–0 | 2–0 | 9–1 | 4–1 | 1–2 | 2–1 |
| Wacker Burghausen      | 3–2 | 2–2 | 3–2 | 0–3 | —   | 3–0 | 4–1 | 0–3 | 4–1 | 5–2 | 1–1 | 1–4 | 3–0 | 3–0 | 1–4 | 8–0 | 0–1 | 2–3 | 0–1 | 3–0 |
| Eichstätt              | 0–3 | 3–1 | 0–1 | 2–1 | 2–2 | —   | 0–0 | 3–0 | 1–0 | 0–0 | 1–1 | 0–0 | 1–1 | 3–2 | 1–2 | 2–0 | 1–0 | 1–0 | 1–3 | 0–3 |
| Viktoria Aschaffenburg | 2–2 | 1–2 | 3–0 | 0–2 | 3–1 | 0–0 | —   | 0–2 | 2–1 | 3–2 | 1–0 | 2–2 | 0–1 | 4–1 | 1–1 | 3–1 | 4–0 | 2–1 | 0–1 | 1–4 |
| Heimstetten            | 0–0 | 1–2 | 3–1 | 1–4 | 1–0 | 2–1 | 4–0 | —   | 4–3 | 2–2 | 2–0 | 2–0 | 1–0 | 4–1 | 0–2 | 4–2 | 1–4 | 1–3 | 2–3 | 1–2 |
| Augsburgo II           | 4–2 | 0–3 | 0–2 | 2–2 | 3–1 | 2–0 | 0–2 | 2–2 | —   | 2–2 | 0–0 | 2–2 | 4–0 | 3–1 | 1–1 | 3–1 | 3–1 | 2–0 | 2–6 | 5–1 |
| Schweinfurt 05         | 1–1 | 3–6 | 5–1 | 5–1 | 2–2 | 6–0 | 2–1 | 4–0 | 6–0 | —   | 3–0 | 3–1 | 1–2 | 1–0 | 0–2 | 8–0 | 6–0 | 3–0 | 1–5 | 4–2 |
| Buchbach               | 2–1 | 2–2 | 4–0 | 1–1 | 1–3 | 1–3 | 1–0 | 4–0 | 0–1 | 1–1 | —   | 0–2 | 0–1 | 1–1 | 1–1 | 1–0 | 2–0 | 0–2 | 5–2 | 1–1 |
| Greuther Fürth II      | 1–1 | 0–3 | 0–1 | 2–3 | 1–1 | 3–0 | 0–5 | 0–2 | 3–2 | 1–4 | 0–3 | —   | 0–2 | 0–1 | 2–0 | 1–1 | 2–2 | 3–0 | 0–5 | 2–1 |
| Illertissen            | 2–4 | 1–1 | 1–1 | 1–2 | 1–2 | 3–1 | 1–0 | 4–1 | 4–0 | 1–1 | 0–1 | 2–0 | —   | 1–1 | 0–2 | 4–0 | 0–0 | 1–0 | 0–1 | 1–2 |
| Memmingen              | 1–0 | 0–4 | 0–0 | 2–3 | 0–3 | 2–2 | 0–0 | 2–1 | 0–6 | 1–0 | 0–1 | 3–3 | 2–2 | —   | 0–2 | 4–0 | 3–1 | 1–3 | 0–3 | 1–1 |
| Unterhaching           | 1–1 | 0–3 | 2–0 | 1–0 | 1–2 | 1–4 | 1–1 | 4–3 | 1–0 | 1–1 | 2–2 | 5–2 | 0–2 | 4–2 | —   | 5–4 | 4–0 | 1–1 | 2–2 | 2–0 |
| 1860 Rosenheim         | 1–0 | 0–6 | 1–0 | 0–0 | 1–1 | 2–2 | 0–2 | 0–2 | 1–1 | 2–2 | 2–1 | 1–0 | 0–3 | 1–1 | 1–3 | —   | 2–2 | 0–0 | 1–5 | 3–4 |
| Schalding-Heining      | 1–1 | 2–1 | 0–1 | 0–3 | 1–0 | 1–3 | 2–0 | 0–0 | 0–1 | 0–2 | 1–3 | 0–5 | 1–3 | 3–0 | 5–4 | 1–1 | —   | 0–1 | 0–1 | 2–2 |
| Pipinsried             | 0–1 | 1–5 | 1–0 | 3–2 | 1–0 | 0–2 | 3–3 | 3–2 | 3–1 | 2–2 | 0–5 | 0–2 | 1–4 | 1–2 | 1–2 | 2–2 | 3–0 | —   | 1–2 | 1–0 |
| Bayreuth               | 5–2 | 4–0 | 1–0 | 2–0 | 2–3 | 4–1 | 2–1 | 3–0 | 4–0 | 0–3 | 1–1 | 4–0 | 4–2 | 2–1 | 2–1 | 0–4 | 6–0 | 1–2 | —   | 3–1 |
| Eltersdorf             | 3–3 | 2–6 | 0–1 | 1–0 | 1–5 | 0–3 | 0–1 | 2–0 | 2–1 | 0–4 | 4–2 | 0–3 | 0–2 | 1–3 | 1–5 | 5–1 | 1–1 | 1–2 | 0–3 | —   |

### Play-offs por la permanencia
- Eltersdorf (16.° de la Regionalliga Bayern)
- Greuther Fürth II (17.° de la Regionalliga Bayern)
- Donaustauf (Subcampeón de la Bayernliga Nord)
- Ansbach (Subcampeón de la Bayernliga Süd)

| Equipo 1   | Agr. | Equipo 2          | Ida | Vuelta |
| ---------- | ---- | ----------------- | --- | ------ |
| Donaustauf | 0–10 | Greuther Fürth II | 0–6 | 0–4    |
| Ansbach    | 3–2  | Eltersdorf        | 2–0 | 1–2    |

## Play-off de ascenso
Los campeones de las dos ligas regionales establecidas con anterioridad participaron en el play-off de ascenso a la 3. Liga. El ganador del juego de promoción consiguió el ascenso para la tercera división de la siguiente temporada. 
En el caso de una exención de participación de los equipos, o si ningún equipo calificaba atléticamente de una liga regional, se declaraba byes.
Los siguientes equipos clasificaron deportivamente para los juegos de ascenso:
- Campeón de la Regionalliga Nord:  Oldemburgo
- Campeón de la Regionalliga Nordost:  Dinamo Berlín

Las fechas se anunciaron oportunamente. El partido de ida se celebró el 28 de mayo de 2022 y el de vuelta el 4 de junio de 2022.
| Equipo 1   | Agr. | Equipo 2      | Ida | Vuelta |
| ---------- | ---- | ------------- | --- | ------ |
| Oldemburgo | 3–2  | Dinamo Berlín | 2–0 | 1–2    |

### Partidos
Los horarios corresponden al horario de verano europeo (UTC+2).
| Ida; 28 de mayo de 2022 | Dinamo Berlín | 0:2 (0:1)                     | Oldemburgo         | Stadion im Sportforum, Berlín                            |                                                          |
| 14:00                   |               | DFB Reporte Soccerway Reporte | Ziętarski 28', 78' | Asistencia: 4240 espectadores Árbitro(s): Nicolas Winter | Asistencia: 4240 espectadores Árbitro(s): Nicolas Winter |

| Vuelta; 4 de junio de 2022 | Oldemburgo | 1:2 (1:1)                     | Dinamo Berlín             | Marschweg-Stadion, Oldemburgo                           |                                                         |
| 14:00                      | Wegner 34' | DFB Reporte Soccerway Reporte | Brandt 44' · Bolyki 90+6' | Asistencia: 12 000 espectadores Árbitro(s): Patrick Alt | Asistencia: 12 000 espectadores Árbitro(s): Patrick Alt |

- Oldemburgo ganó en el resultado global con un marcador de 3-2, por tanto logró el ascenso a la 3. Liga para la siguiente temporada.